# ハッジャージュ・ブン・ユースフ・ブン・マタル
ハッジャージュ・ブン・ユースフ・ブン・マタル（al-Ḥajjāj b. Yūsuf b. Maṭar, 生没年不詳)は、8-9世紀にかけてバグダードで活動したアラビアの数学者。翻訳者。エウクレイデスの『原論』やプトレマイオスの『アルマゲスト』をギリシア語からアラビア語へ翻訳した。

## 生涯
ハッジャージュ・ブン・ユースフ・ブン・マタルの生涯について、たとえば、一族についての情報や、交友関係、師弟関係についての情報については、何もわかっていない。21世紀現在で分かっていることは、ハッジャージュが8世紀後半から9世紀のバグダードで、もっとも多くの人に影響を与えた翻訳者であるということだけである。
ハッジャージュは、9世紀初頭にエウクレイデスの『原論』をギリシア語からアラビア語に翻訳して、アッバース朝カリフのハールーン・ラシードの宰相であったヤフヤー・ブン・ハーリド（Yaḥyā b. Khālid, 805年歿）に献じた。このときハッジャージュが翻訳の底本に使ったテキストは、単一のギリシア語手写本であることが明らかである。820年代にハッジャージュをこの翻訳を改訂して、カリフ・マァムーンに献じた。
プトレマイオスの『アルマゲスト』の翻訳については、いつ、だれの委嘱によりなされたものか不明である。ハッジャージュが翻訳した『アルマゲスト』については 2つの手写本が現代に残されている。1つ目の手写本は完全であるが、2つ目の手写本は一部が欠落し、第1巻から第4巻までが残されている。
『アルマゲスト』のアラビア語翻訳については、当時すでに、フナイン・ブン・イスハークやサフル・ブン・ビシュルによる翻訳が存在した。

## 影響
ハッジャージュによる『原論』と『アルマゲスト』のアラビア語翻訳は、長期にわたってこれらを研究する者たちに影響を及ぼし続けた。それはアラビア語を用いて研究する者たちのサークルのみならず、ペルシア語、ヘブライ語、ラテン語を用いて研究する者たちのサークルにまで及んでいる。ハッジャージュののち、アラビア語手写本の世界における『原論』と『アルマゲスト』の学知の伝播にはもう一つのストリームが生まれる。これはイスハーク・ブン・フナインによる『原論』と『アルマゲスト』の翻訳から始まり、サービト・ブン・クッラによる校訂を経た文化的ストリームである。イスハーク・ブン・フナインのアラビア語翻訳から始まるストリームは、『アルマゲスト』のほうを検討すると、21世紀現代に10点ほど手写本が残されているが、そのうちのいくつかに、ハッジャージュ翻訳版の内容が入り込んでいる。ハッジャージュ・ブン・ユースフ翻訳版の『原論』『アルマゲスト』の学知のストリームと、イスハーク・ブン・フナイン翻訳版の学知のストリームは、両方ともその後も継承された。
ラシード～マァムーンといった8-9世紀の初期アッバース朝カリフが取り組んだ文化政策はギリシアの自然科学的学知を短期間のうちにイスラーム世界に取り入れることになった。イスラーム世界に摂取されたギリシアの精神的遺産は10世紀には、西はイベリア半島、北アフリカ、東は北インド、中央アジアで受け取られた。アブー・アリー・イブン・スィーナー（中央アジア）、ジャービル・ブン・アフラフ（イベリア半島）、ナスィールッディーン・トゥースィー（イラン）といった重要な学者はいずれも、ハッジャージュ版とイスハーク版の両方を参照した。
12世紀初めにバスのアデラルドゥスがラテン語へ翻訳した『原論』のアラビア語版は、ハッジャージュが翻訳した版である。
12世紀トレドの翻訳者集団のひとり、クレモナのゲラルドゥスは、アラビア語から『アルマゲスト』をラテン語に翻訳したが、その第1巻から第9巻まで（ただし第7巻5節から第8巻1節の「星のカタログ」を除く）は、ハッジャージュ翻訳版を翻訳元テキストとしている。第10巻から最終第12巻まではイスハーク翻訳版を翻訳元テキストとしている。「星のカタログ」は両者のミックスである。